# تشابليغين
تشابليغين (بالروسية: Чаплыгин) هي إحدى مدن روسيا في الكيان الفدرالي الروسي ليبيتسك أوبلاست.